# Stanley Beckford

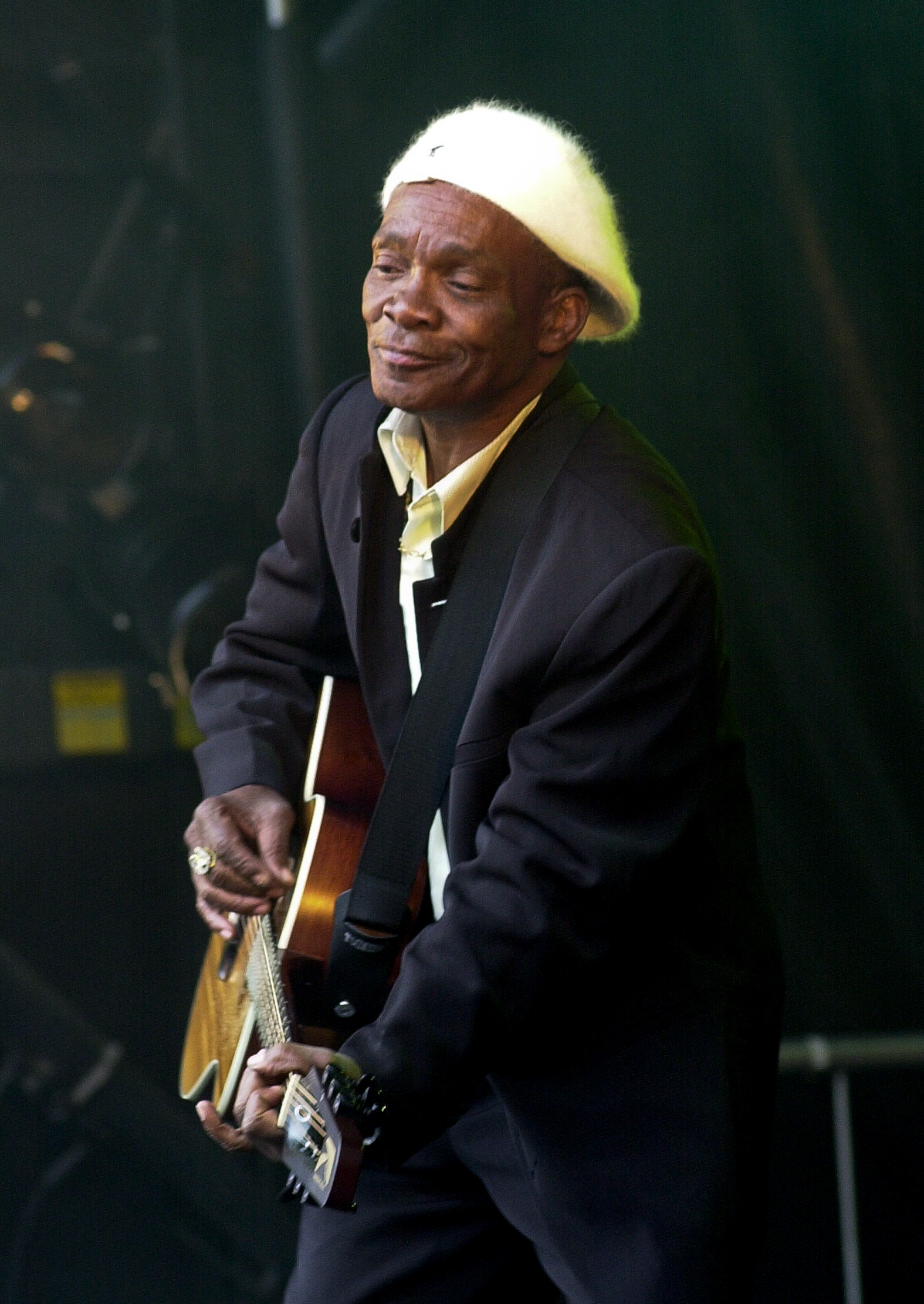
Stanley Beckford en concierto gratuito en Lille, Francia, abril de 2004

Stanley Beckford (Portland, Jamaica, 17 de febrero de 1942- Riverdale, Jamaica, 30 de marzo de 2007) fue un músico jamaicano de reggae y mento.
Se crio en Kingston junto a sus abuelos, ya que su madre murió siendo él un bebé y su padre, cuando tenía 7 años. De niño cantaba en el coro de la iglesia, y aprendió a tocar la guitarra junto a un vecino. De joven ganó el premio de dos libras del programa Oportunity Hour, de Vere John. En 1968 entró en la banda Soul Syndicate, y posteriormente en los Starlites. En los 70 lideró Stanley and the Turbines. Hasta sus últimos años tocó y compuso música mento, mientras otros estilos, como el reggae y el ska, evolucionaban. Compaginaba su carrera con otros trabajos como cantar en hoteles e incluso vigilante de seguridad. Murió de cáncer de garganta, sin poder pagar el tratamiento, ya que las discográficas apenas le dejaron dinero.
- Datos: Q3496799
- Multimedia: Stanley Beckford / Q3496799